# 三愛里 (臺北市)
25°02′17″N 121°31′16″E / 25.038°N 121.521°E
三愛里為台灣台北市中正區轄下之一里。位置在台北市仁愛路二段、新生南路一段、信義路二段及臨沂街等重要道路交接範圍。

## 歷史沿革
日治時期劃分為文化村的該里，位於東門町與堀川町區之間，為日治中後期的高級住宅區，以檜木為主要建材，並大量注資於馬路、下水道、自來水、油燈、電話和街燈等基礎設施整備，為當時最為流行標榜設備科學化的「文化住宅」。
戰後屬於大安區，分別為普愛里、信愛里、惠愛里。1990年，臺北市進行行政區劃調整，因此三里因都含有「愛」字，合併為三愛里。又因為區界從臨沂街，調整為新生南路，因此三愛里由大安區改劃入新設之中正區。